# 27270 Guidotti
27270 Guidotti este un asteroid din centura principală de asteroizi.

## Descriere
27270 Guidotti este un asteroid din centura principală de asteroizi. A fost descoperit pe 2 ianuarie 2000 la San Marcello Pistoiese de Luciano Tesi și Alfredo Caronia. Asteroidul prezintă o orbită caracterizată de o semiaxă mare de 2,45 ua, o excentricitate de 0,06 și o înclinație de 2,8° în raport cu ecliptica.